# Climat de la Loire

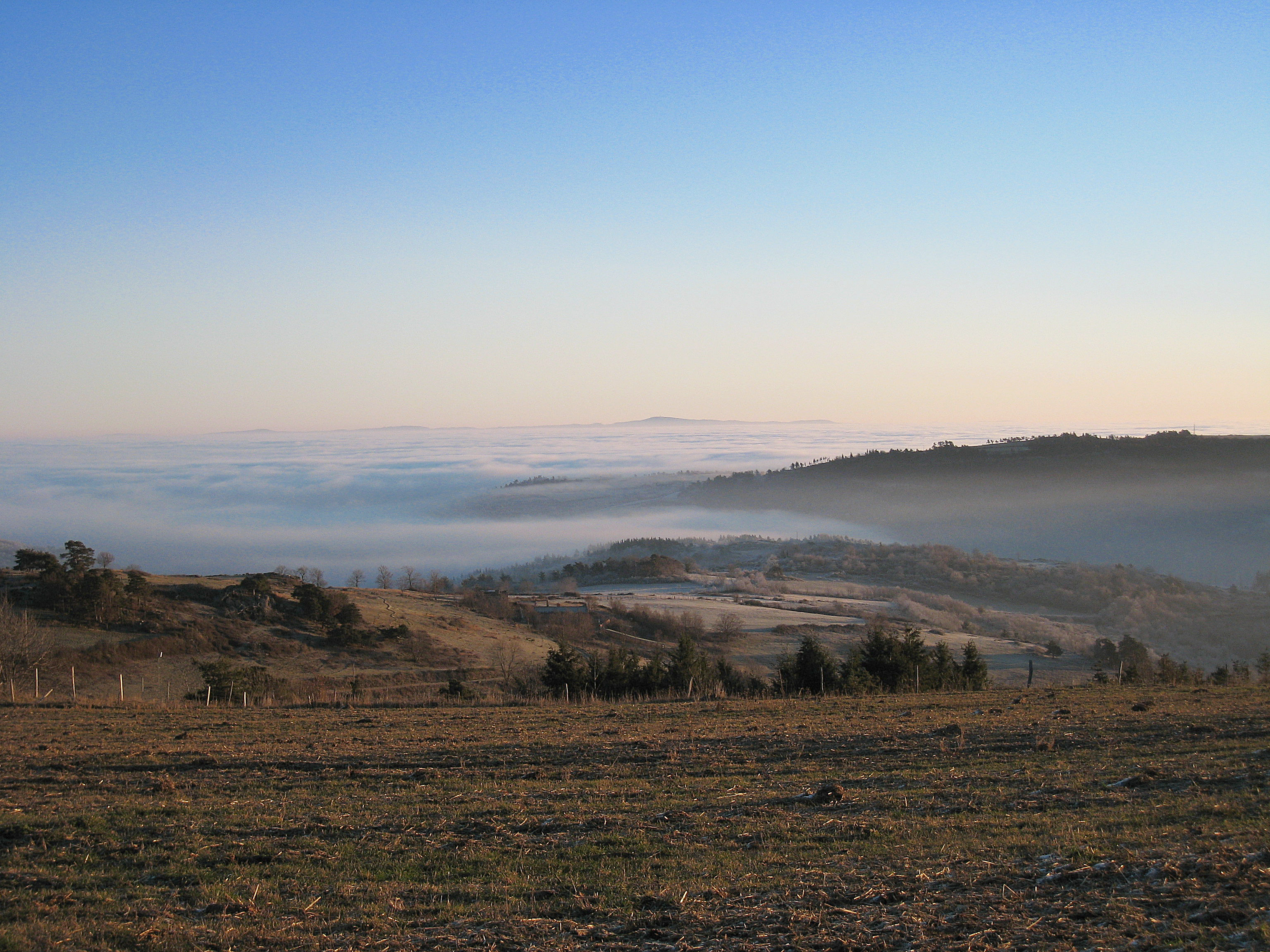
La plaine du Forez en hiver sous le brouillard.

Si le climat de la Loire est de type semi-continental, les contrastes d'altitude, d'exposition des versants et l'étirement en latitude induisent des nuances sensibles où l'on différencie les espaces de moyenne montagne, les plaines et le versant rhodanien.

## Climat de Saint-Étienne
Le climat de Saint-Étienne est de type semi-continental sous influence montagnarde, conséquence de l'altitude (l'hypercentre étant situé 530 mètres et les quartiers situés au sud approchant les 700 mètres d'altitude quand le quartier de Rochetaillé depasse les 1100 mètres) et de sa situation en contrebas de l'ubac du massif du Pilat et les reliefs du Jarez. Les chutes de neige hivernales peuvent y être abondantes et les hivers y sont froids et secs. L'influence méditerranéenne se traduit ponctuellement par des épisodes de type cévenol et un ensoleillement souvent supérieur à la moyenne nationale et proche des 2 000 heures. 
| Ville             | Ensoleillement · (h/an) | Pluie · (mm/an) | Neige · (j/an) | Orage · (j/an) | Brouillard · (j/an) |
| ----------------- | ----------------------- | --------------- | -------------- | -------------- | ------------------- |
| Médiane nationale | 1 852                   | 835             | 16             | 25             | 50                  |
| Saint-Étienne     | 1 985                   | 718             | 24             | 28             | 21                  |
| Paris             | 1 717                   | 634             | 13             | 20             | 26                  |
| Nice              | 2 760                   | 791             | 1              | 28             | 2                   |
| Strasbourg        | 1 747                   | 636             | 26             | 28             | 69                  |
| Brest             | 1 555                   | 1 230           | 6              | 12             | 78                  |
| Bordeaux          | 2 070                   | 987             | 3              | 32             | 78                  |

Les relevés suivants ont été effectués à la station Météo France de l'aéroport de Saint-Étienne-Loire à 400 m d'altitude :
| Mois                                  | jan.             | fév.             | mars             | avril           | mai             | juin            | jui.            | août            | sep.            | oct.            | nov.             | déc.             | année            |
| ------------------------------------- | ---------------- | ---------------- | ---------------- | --------------- | --------------- | --------------- | --------------- | --------------- | --------------- | --------------- | ---------------- | ---------------- | ---------------- |
| Température minimale moyenne (°C)     | −0,4             | 0,1              | 2,4              | 4,6             | 8,8             | 12              | 14,2            | 13,8            | 10,7            | 8               | 3,3              | 0,7              | 6,6              |
| Température moyenne (°C)              | 3,2              | 4,2              | 7,4              | 10              | 14,3            | 17,8            | 20,4            | 20              | 16,3            | 12,5            | 7                | 4                | 11,5             |
| Température maximale moyenne (°C)     | 6,8              | 8,4              | 12,4             | 15,3            | 19,8            | 23,6            | 26,7            | 26,3            | 22              | 17,1            | 10,8             | 7,4              | 16,4             |
| Record de froid (°C) date du record   | −25,6 04-01-1971 | −22,5 11-02-1956 | −13,9 08-03-1971 | −7,4 08-04-2021 | −3,9 01-05-1976 | −0,6 03-06-1962 | 2,9 01-07-1972  | 1,1 26-08-1966  | −2,6 26-09-1972 | −6,2 30-10-1950 | −10,6 26-11-1955 | −18,6 22-12-1963 | −25,6 04-01-1971 |
| Record de chaleur (°C) date du record | 20 10-01-2015    | 23,2 24-02-1990  | 26,4 25-03-1981  | 28,8 16-04-1949 | 38 13-05-2015   | 39,8 21-06-2014 | 41,1 07-07-2015 | 42,8 19-08-2019 | 36 13-09-1987   | 29,2 04-10-2004 | 25,2 09-11-1985  | 20,2 25-12-1983  | 42,8 19-08-2019  |
| Nombre de jours avec gel              | 15,4             | 14               | 9,6              | 3,8             | 0,2             | 0               | 0               | 0               | 0               | 1,4             | 7                | 14               | 65,4             |
| Ensoleillement (h)                    | 85,6             | 108,8            | 159,3            | 182,4           | 212,9           | 239,5           | 273,1           | 251,4           | 187,3           | 133,5           | 83,5             | 67,9             | 1 985,1          |
| Précipitations (mm)                   | 36,6             | 28,2             | 36,7             | 61,3            | 91,6            | 78,3            | 64              | 70,4            | 75,7            | 71,8            | 63,1             | 40,5             | 718,2            |
| Nombre de jours avec précipitations   | 7,7              | 6,8              | 7,2              | 9,4             | 11              | 8,8             | 7,1             | 7,7             | 7,5             | 8,8             | 7,9              | 7,3              | 97,2             |
| Nombre de jours avec neige            | 6,3              | 5,1              | 3,2              | 2,6             | 0,1             | 0               | 0               | 0               | 0               | 0,2             | 2,4              | 4,3              | 24,2             |
| Nombre de jours avec grêle            | 0                | 0                | 0,3              | 0,2             | 0,5             | 0,3             | 0,2             | 0,3             | 0,2             | 0               | 0                | 0                | 2                |
| Nombre de jours d'orage               | 0                | 0,1              | 0,3              | 1,2             | 4,8             | 5,4             | 5,6             | 6,3             | 3               | 1               | 0,1              | 0,1              | 27,9             |
| Nombre de jours avec brouillard       | 3,2              | 2,2              | 1,2              | 0,7             | 0,8             | 0,4             | 0,3             | 0,6             | 1,5             | 2,9             | 3,2              | 4,2              | 21,2             |

| Diagramme climatique                                  |            |             |             |             |            |            |              |            |           |             |            |
| J                                                     | F          | M           | A           | M           | J          | J          | A            | S          | O         | N           | D          |
| 6,8−0,436,6                                           | 8,40,128,2 | 12,42,436,7 | 15,34,661,3 | 19,88,891,6 | 23,61278,3 | 26,714,264 | 26,313,870,4 | 2210,775,7 | 17,1871,8 | 10,83,363,1 | 7,40,740,5 |
| Moyennes : • Temp. maxi et mini °C • Précipitation mm |            |             |             |             |            |            |              |            |           |             |            |

## Climat de Montbrison
Montbrison est soumise à un climat semi-continental d'abri (Cfb sur la classification de Köppen : "climat tempéré chaud, sans saison sèche, à été tempéré"). La pluviométrie relativement faible (699 mm par an en moyenne) s'explique par l'ombre pluviométrique créée par les monts du Forez à l'ouest et au sud, directement liée à l'effet de foehn. C'est aussi lors des phénomènes de foehn que la commune est soumise à des températures anormalement élevées pour la saison, lorsque le vent du Midi souffle.
| Mois                              | jan. | fév. | mars | avril | mai  | juin | jui. | août | sep. | oct. | nov. | déc. | année |
| --------------------------------- | ---- | ---- | ---- | ----- | ---- | ---- | ---- | ---- | ---- | ---- | ---- | ---- | ----- |
| Température minimale moyenne (°C) | −1,3 | −0,8 | 1,8  | 4,3   | 7,9  | 11,3 | 13,3 | 13   | 10,5 | 6,4  | 2,8  | 0    | 5,8   |
| Température moyenne (°C)          | 2,1  | 3,3  | 6,9  | 9,6   | 13,4 | 17   | 19,4 | 19,1 | 16   | 11,1 | 6,4  | 3,1  | 10,6  |
| Température maximale moyenne (°C) | 5,6  | 7,4  | 12   | 15    | 19   | 22,8 | 25,6 | 25,2 | 21,6 | 15,9 | 10   | 6,2  | 15,5  |
| Précipitations (mm)               | 40   | 38   | 43   | 50    | 79   | 83   | 57   | 75   | 75   | 61   | 56   | 42   | 699   |

| Diagramme climatique                                  |           |         |         |         |            |            |          |            |           |         |        |
| J                                                     | F         | M       | A       | M       | J          | J          | A        | S          | O         | N       | D      |
| 5,6−1,340                                             | 7,4−0,838 | 121,843 | 154,350 | 197,979 | 22,811,383 | 25,613,357 | 25,21375 | 21,610,575 | 15,96,461 | 102,856 | 6,2042 |
| Moyennes : • Temp. maxi et mini °C • Précipitation mm |           |         |         |         |            |            |          |            |           |         |        |

## Climat de Roanne
La plaine du Roannais, à l'est des monts de la Madeleine, au nord du département de la Loire, à la jonction des monts du Lyonnais, du Beaujolais et du Forez s'ouvre largement sur le centre de la France. Elle est donc plus sensible aux circulations atmosphériques de nord à nord-ouest, qu'aux perturbations venant du sud.
Le régime pluviométrique de Roanne n'est en moyenne que de 713 mm/an (moyenne annuelle 1961 - 1990 : 770 mm/an). La proximité de la Loire favorise les brumes d'automne.
| Mois                              | jan. | fév. | mars | avril | mai  | juin | jui. | août | sep. | oct. | nov. | déc. | année |
| --------------------------------- | ---- | ---- | ---- | ----- | ---- | ---- | ---- | ---- | ---- | ---- | ---- | ---- | ----- |
| Température minimale moyenne (°C) | −0,9 | −0,3 | 2,3  | 4,9   | 8,5  | 11,9 | 13,9 | 13,5 | 11   | 6,7  | 3,2  | 0,2  | 6,2   |
| Température moyenne (°C)          | 2,4  | 3,6  | 7,3  | 10,2  | 14   | 17,5 | 19,8 | 19,3 | 16,4 | 11,3 | 6,7  | 3,2  | 11    |
| Température maximale moyenne (°C) | 5,8  | 7,6  | 12,4 | 15,5  | 19,5 | 23,1 | 25,7 | 25,2 | 21,8 | 16   | 10,2 | 6,3  | 15,8  |
| Précipitations (mm)               | 44   | 40   | 44   | 49    | 74   | 88   | 60   | 79   | 74   | 56   | 59   | 46   | 713   |

| Diagramme climatique                                  |           |           |           |           |            |            |            |          |         |           |          |
| J                                                     | F         | M         | A         | M         | J          | J          | A          | S        | O       | N         | D        |
| 5,8−0,944                                             | 7,6−0,340 | 12,42,344 | 15,54,949 | 19,58,574 | 23,111,988 | 25,713,960 | 25,213,579 | 21,81174 | 166,756 | 10,23,259 | 6,30,246 |
| Moyennes : • Temp. maxi et mini °C • Précipitation mm |           |           |           |           |            |            |            |          |         |           |          |